# Lịch sử Ba Lan dưới Triều đại Piast
Giai đoạn trị vì của Triều đại Piast là giữa thế kỷ thứ 10 và 14, là giai đoạn quan trọng đầu tiên trong Lịch sử dân tộc Ba Lan. Triều đại được thành lập bởi một loạt các công tước được liệt kê trong biên niên sử Gallus Anonymous đầu thế kỷ 12: Siemowit, Lestek và Siemomysł. Đó là Mieszko I, con trai của Siemomysł, là người hiện được xem là người sáng lập chính của nhà nước Ba Lan vào năm 960 sau Công nguyên. Triều đại này tiếp tục nắm quyền trên đất Ba Lan cho đến năm 1370. Mieszko chuyển đổi sang Kitô giáo của Tây phương theo Latin Rite trong một sự kiện được biết đến với tên gọi Truyền đạo Kitô ở Ba Lan vào năm 966, từ đó thiết lập một ranh giới văn hóa lớn ở Châu Âu dựa trên tôn giáo. Ông cũng hoàn thành việc thống nhất các vùng đất của bộ lạc Lechitic - là nền tảng cho sự tồn tại của đất nước Ba Lan mới.
Tiếp sau sự xuất hiện của nhà nước Ba Lan, một loạt những người trị vì đã chuyển đổi tôn giáo của dân mình sang Kitô giáo, tạo nên Vương quốc Ba Lan vào năm 1025 và hòa nhập Ba Lan vào nền văn hóa Châu Âu đang thịnh hành. Con trai của Mieszko là Bolesław I Dũng cảm đã thành lập một Tổng giáo phận Gniezno, theo đuổi các cuộc chinh phạt lãnh thổ và chính thức đăng quang năm 1025 với tư cách là vua của Ba Lan đầu tiên. Nền quân chủ Piast đầu tiên này sụp đổ với cái chết của Mieszko II Lambert năm 1034, sau đó được phục hồi bởi Casimir I vào năm 1042. Trong quá trình này, phẩm giá hoàng gia của những người trị vì Ba Lan đã bị hủy bỏ, và nhà nước quay trở lại tư cách là một công quốc. Con trai của Công tước Casimir là Bolesław II Hào phóng đã làm sống lại sự quyết đoán quân sự của Bolesław I, nhưng bị lôi kéo vào một mâu thuẫn chết người với Giám mục Stanislaus của Szczepanów và đã bị trục xuất khỏi đất nước.
Bolesław III, công tước cuối cùng của thời kỳ đầu đã thành công trong việc bảo vệ đất nước của mình cũng như phục hồi các lãnh thổ đã bị mất trước đó. Sau khi ông qua đời vào năm 1138, Ba Lan đã bị chia cắt bởi những người con trai. Việc phân mảnh nội bộ này bào mòn mô hình quân chủ ban đầu của Piast ở thế kỷ 12 và 13 và gây ra các thay đổi cơ bản và lâu dài.
Konrad I của Masovia đã mời Hiệp sĩ Teuton đến giúp mình chiến đấu chống những kẻ ngoại đạo Phổ vùng Baltic dẫn đến chiến tranh kéo dài hàng thế kỷ giữa Ba Lan và các Hiệp sĩ cùng với nhà nước Đức Phổ.
Năm 1320, vương quốc được khôi phục dưới thời Władysław I Łokietek, sau đó được củng cố và mở rộng bởi con trai của ông là Kazimierz III của Ba Lan. Các tỉnh phía tây của Silesia và Pomerania bị mất sau khi bị phân mảnh, và Ba Lan bắt đầu mở rộng về phía đông. Thời kỳ kết thúc với sự trị vì của hai thành viên của Nhà Capetian của Anjou giữa giai đoạn 1370 - 1384. Sự hợp nhất ở thế kỷ 14 đặt nền tảng cho vương quốc Ba Lan hùng cường mới tiếp theo sau đó.

## Thế kỷ 10 - thế kỷ 12

### Mieszko I và việc chấp nhận Kitô giáo ở Ba Lan (960–992 sau Công nguyên)

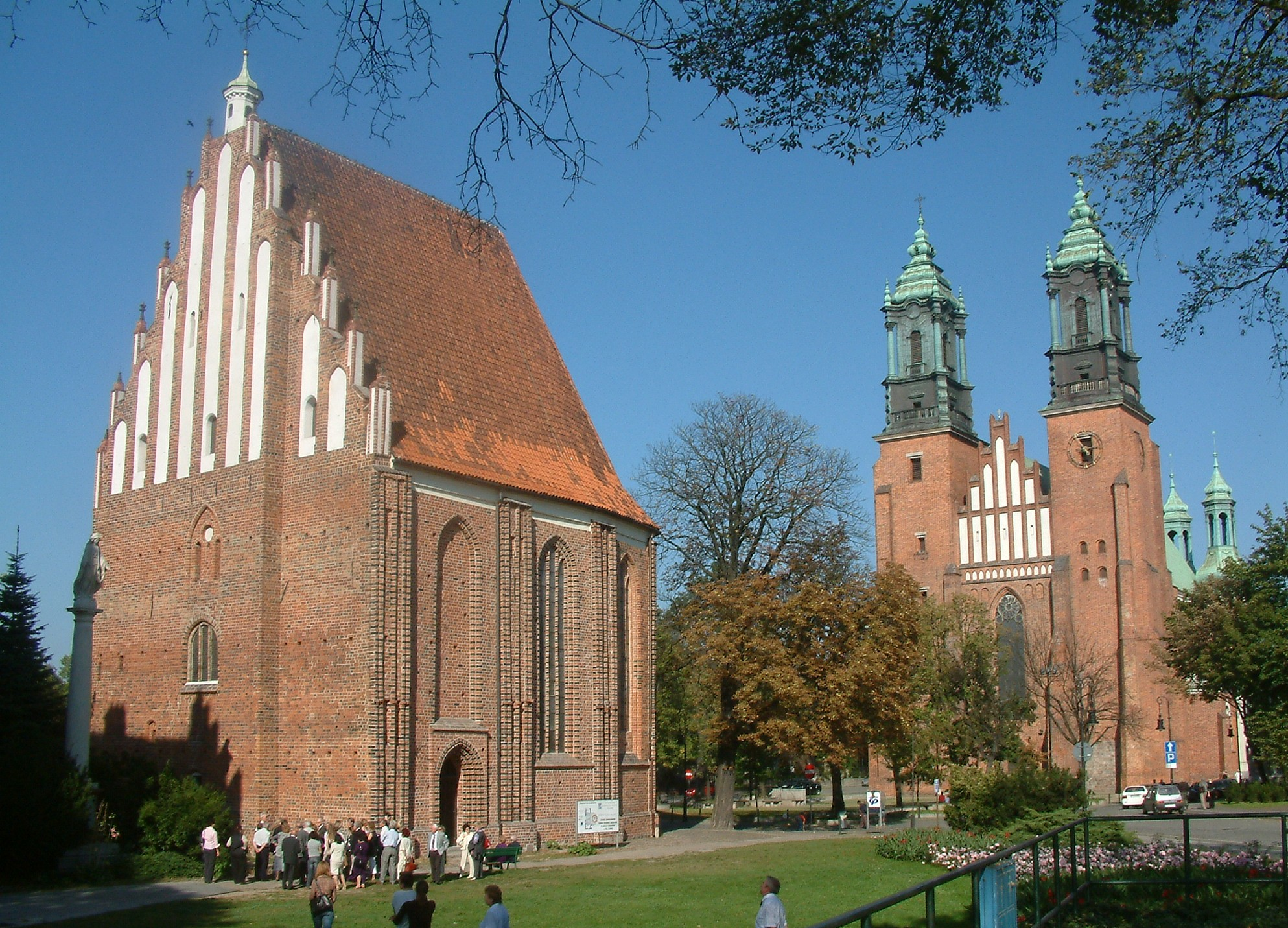
Những giai đoạn quan trọng đầu tiên trong lịch sử của nhà nước Ba Lan và nhà thờ diễn ra trên đảo Ostrów Tumski. Chứng tích của bản gốc palatium– khu nhà nguyện của cặp vợ chồng cầm quyền đầu tiên của Ba Lan đã được tìm thấy bên dưới nhà thờ, đoạn phía trước. Thánh đường Poznań nằm phía bên phải.

Bộ tộc người Polans (Polanie, nghĩa đen là "người của những cánh đồng") ở khu vực ngày nay là Greater Poland là nguồn gốc của bộ lạc tiền thân của nhà nước Ba Lan ở đầu thế kỷ 10, với việc người Polans định cư ở các bình nguyên quanh các thành trì mới nổi lên của Giecz, Poznań, Gniezno và Ostrów Lednicki. Việc nhanh chóng xây dựng lại các khu định cư kiên cố của bộ tộc trước đó và xây dựng những khu mới lớn hơn và mở rộng hơn diễn ra trong khoảng thời gian 920–950. Nhà nước Ba Lan phát triển từ gốc rễ của những bộ tộc này vào nửa sau của thế kỷ. Theo người ghi chép biên niên sử ở thế kỷ 12 là Gallus Anonymus thì người Polans thời kỳ này dưới quyền cai trị của Triều đại Piast. Trong các nguồn tài liệu hiện có từ thế kỷ 10, người trị vì triều đại Piast - Mieszko I lần đầu tiên được đề cập bởi Widukind của Corvey trong Res gestae saxonicae sive annalium libri tres (Các chứng thư của người Saxon), một biên niên sử các sự kiện diễn ra ở Đức. Widukind thuật lại rằng lực lượng của Mieszko đã hai lần bị các bộ tộc Veleti hợp tác với người Sachsen lưu vong Wichmann Em đánh bại vào năm 963. Dưới thời trị vì của Mieszko (khoảng năm 960 đến 992), nhà nước bộ tộc của ông đã chấp nhận Kitô giáo và trở thành nhà nước Ba Lan.
Khả năng đứng vững của nhà nước mới nổi của Mieszko được bảo đảm bằng việc mở rộng lãnh thổ liên tục nhờ những người cai trị đầu tiên của triều Piast. Bắt đầu với khu vực rất nhỏ quanh vùng Gniezno (trước khi thị trấn tồn tại), việc mở rộng lãnh thổ của triều Piast kéo dài suốt dọc thế kỷ 10 và mang lại kết quả là lãnh thổ gần bằng với diện tích của Ba Lan ngày nay. Bộ tộc Polans (phương tây) chinh phục và hợp nhất với các bộ tộc Slavic khác và lần đầu tiên lập thành liên minh bộ tộc, sau đó là một nhà nước tập trung. Sau khi có thêm Lesser Poland - vùng đất của người Vistulan, và Silesia (cả hau đều được Mieszko lấy từ nhà nước Séc ở giai đoạn sau của thế kỷ 10), nhà nước của Mieszko đạt đến hình thức hoàn thành của mình, bao gồm các khu vực chính được coi là của dân tộc Ba Lan. Vùng đất Piast có tổng diện tích khoảng 250.000 km2 (96.526 dặm vuông Anh), với dân số khoảng dưới một triệu người.

Roma, Gallia, Germania và Sclavinia (Slavic tỉnh của Châu Âu) mang lễ vật tặng Hoàng đế Otto III, tiếp cận ông theo thứ tự đó. Tuy nhiên, họ được xếp hạng bằng nhau (về kích thước), điều này phản ánh đến các chính sách của đế quốc thời bấy giờ.

Ban đầu là một người ngoại đạo, Mieszko I là người trị vì đầu tiên của liên minh bộ tộc Polans được biết đến từ các nguồn tài liệu viết đương thời. Một bài tường thuật chi tiết về các khía cạnh của thời kỳ trị vì ban đầu của Mieszko được đưa ra bởi Ibrâhîm ibn Ya`qûb, một du khách người Do Thái, theo đó Mieszko là một trong bốn "vị vua" của nhà nước Slavic được thành lập ở trung và nam Âu vào những năm 960. Năm 965, Mieszko là người liên minh với Boleslaus I, Công tước của Bohemia tại thời điểm đó, đã kết hôn với con gái của công tước là Doubravka - một công chúa theo Kitô giáo. Việc cải đạo sang Kitô giáo của Mieszko theo Nghi thức Latinh Tây phương diễn ra vào ngày 14 tháng 4 năm 966, một sự kiện được gọi là Truyền đạo Kitô ở Ba Lan và được xem là sự kiện thành lập nhà nước Ba Lan. Sau chiến thắng của Mieszko trước lực lượng của Velunzani năm 967 do Wichmann lãnh đạo, vị giám mục truyền giáo đầu tiên đã được bổ nhiệm: Jordan, giám mục của Ba Lan. Hành động này chống lại dự định mở rộng về phía đông của Tổng giáo phận Magdeburg được thành lập cùng thời điểm.
Nhà nước của Mieszko có mối quan hệ chính trị phức tạp với Đế quốc La Mã Thần thánh của Đức, do Mieszko là một "người bạn", đồng minh và chư hầu của Hoàng đế Thánh chế La Mã Otto I và cống nộp từ phần phía tây của vùng đất Thánh chế. Mieszko chiến đấu với người Polabian Slav, người Séc, Phiên hầu tước Gero của Saxon Eastern March vào năm 963–964 và với Phiên hầu tước Odo I của Saxon Eastern March năm 972 trong Trận Cedynia. Các chiến thắng trước Wichmann và Odo cho phép Mieszko mở rộng thuộc địa Pomeraniacủa mình về phía tây, đến tận vùng phụ cận của Sông Oder và cửa sông. Sau khi Otto I qua đời, và sau đó là cái chết của Hoàng đế Thánh chế La Mã Otto II, Mieszko ủng hộ Henry Người hay cãi nhau, một người hay yêu sách vương miện hoàng gia. Sau khi Doubravka qua đời năm 977, Mieszko kết hôn với Oda von Haldensleben, con gái của Dietrich, Phiên hầu tước của Northern March khoảng năm 980. Khi chiến đấu với người Séc năm 990, Mieszko đã được Thánh chế La Mã giúp đỡ. Khoảng năm 990, khi Mieszko I chính thức thuần phục đất nước mình cho nhà cầm quyền của Tòa Thánh (Dagome iudex), ông đã biến Ba Lan thành một trong những cường quốc ở Trung - Đông Âu.

### Trị vì của Bolesław I và thành lập Vương quốc Ba Lan (992–1025)

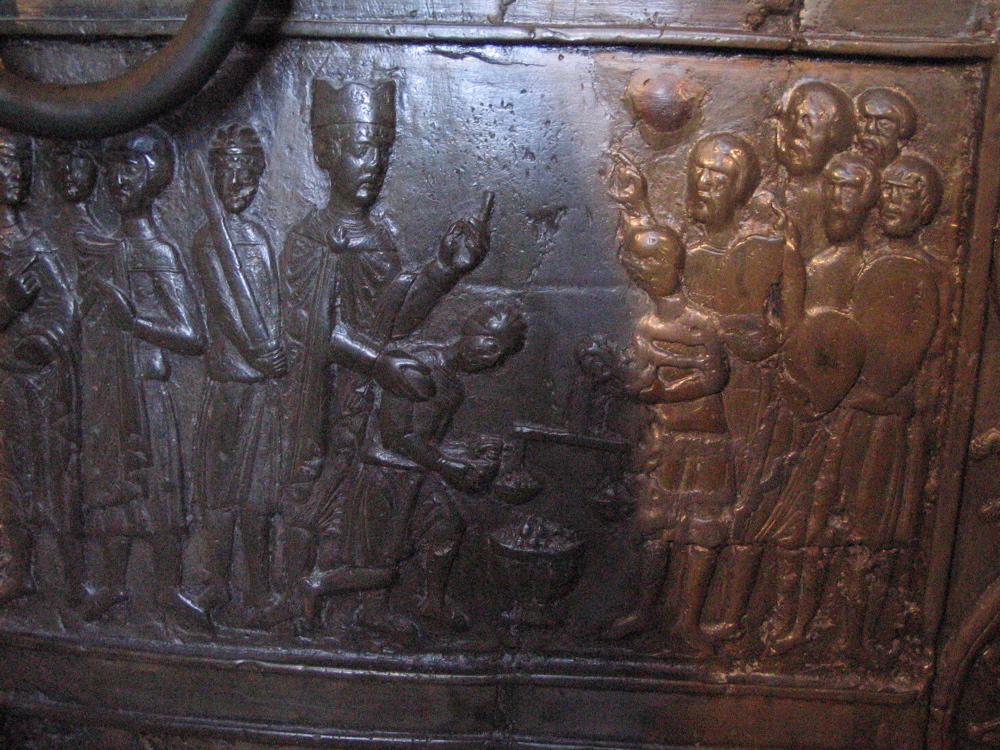
Một hình ảnh trong Các cánh cửa của Nhà thờ Gniezno tại lối vào Nhà thờ Gniezno miêu tả cảnh Bolesław đang mua lại thi thể của Adalbert từ những người Phổ

Khi Mieszko I qua đời năm 992, người kế vị là con trai ông - Bolesław đã làm trái với mong muốn của Mieszko I. Để lên ngôi, Bolesław tranh giành với người mẹ kế góa phụ của mình là Oda - người vợ thứ hai của cha mình và những người con trai của bà. Bolesław là con trai trưởng của Mieszko với người vợ đầu Doubravka của Bohemia - người đã mất năm 977. Cha của Bolesław dự định phân chia công quốc Ba Lan của mình cho những người con trai nhưng Bolesław đã thành công trong việc thay thế mẹ kế và những người em kế của mình và trở thành vị vua duy nhất của Ba Lan lúc đó. Kiên định với những mưu đồ đã theo đuổi từ khi bắt đầu trị vì để giữ vững ngai vàng của mình, Bolesław I Chrobry ("Dũng cảm") chứng tỏ mình là một người đầy hoài bão và có cá tính mạnh mẽ.

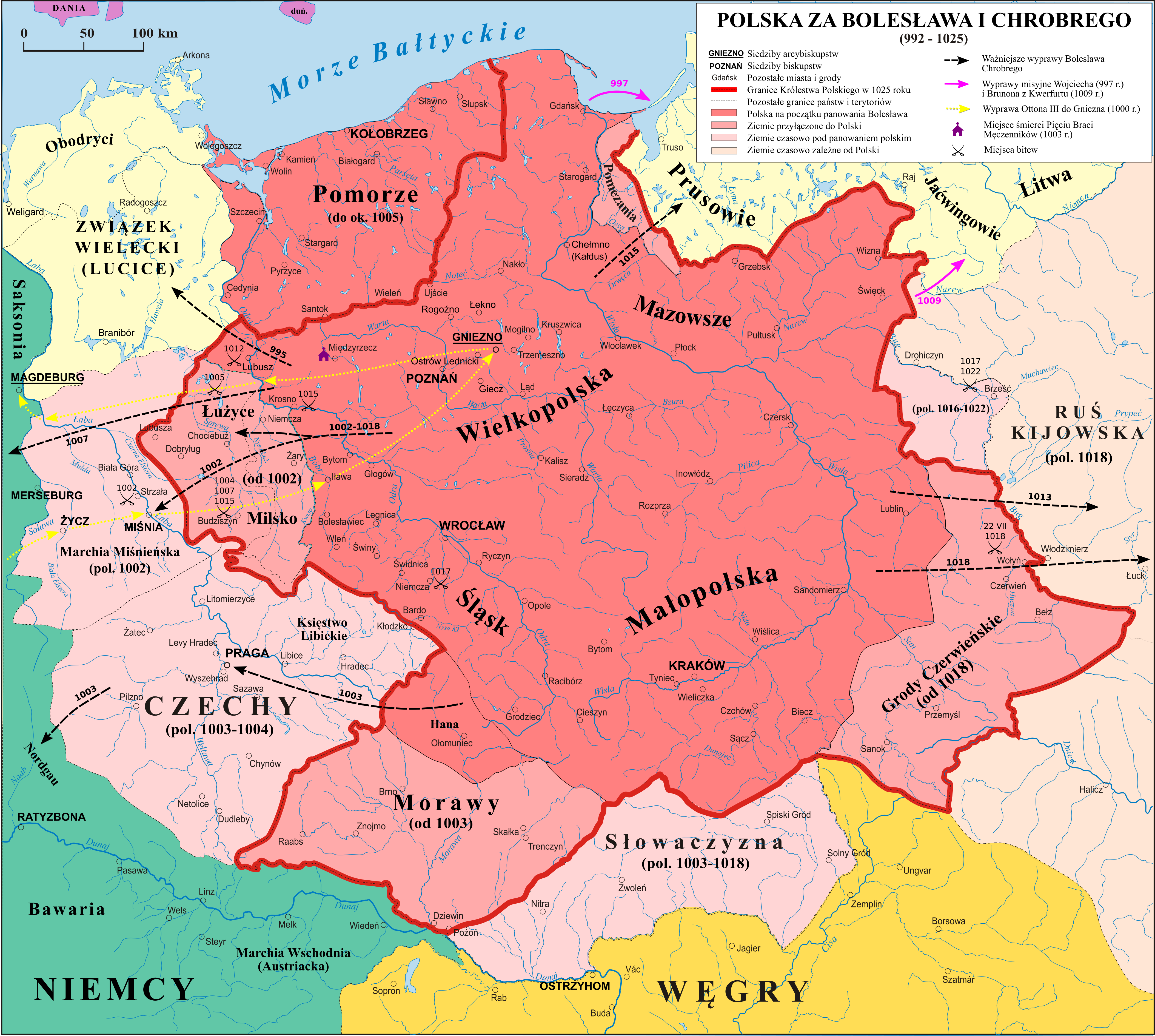
Ba Lan (992–1025); khu vực bên trong màu hồng đậm là các biên giới vào cuối thời gian trị vì của Mieszko I (992); đường biên giới màu đỏ đậm bao gồm khu vực vào cuối thời gian trị vì của Bolesław I (1025)

Một trong những mối trọng tâm của Bolesław trong thời kỳ đầu trị vì của mình là việc xây dựng giáo hội Ba Lan. Bolesław nuôi dưỡng tình cảm với Adalbert của Praha thuộc nhà Slavník, một giám mục người Séc có mối quan hệ tốt sống lưu vong và là người truyền giáo bị giết vào năm 997 khi đang thực hiện truyền giáo ở Phổ. Bolesław đã khéo léo lợi dụng cái chết của giám mục: việc tử đạo của ông tôn ông lên thành thánh báo trợ của Ba Lan và đưa đến việc thành lập Giáo hội một tỉnh độc lập của Ba Lan với Radim Gaudentius làm Tổng giám mục của Gniezno. Vào năm 1000, Hoàng đế trẻ Otto III hành hương đến thăm mộ của Thánh Adalbert và hỗ trợ cho Bolesław trong thời gian Hội nghị ở Gniezno; Tổng giáo phận Gniezno và một số giáo phận trực thuộc đã được thành lập trong dịp này. Giáo tỉnh Ba Lan đã phục vụ một cách có hiệu quả như một điểm neo cần thiết và một tổ chức hậu thuẫn cho nhà nước Ba Lan, giúp nhà nước này tồn tại qua các thế kỷ khó khăn sau đó.
Bolesław ban đầu chọn cách tiếp tục chính sách hợp tác với Đế quốc La Mã Thần thánh của cha mình nhưng Hoàng đế Otto III qua đời năm 1002 và mối quan hệ của Bolesław với người kế nhiệm là Henry II hóa ra khó khăn hơn nhiều, và dẫn đến một loạt các cuộc chiến (1002–1005, 1007–1013, 1015–1018). Từ năm 1003 đến năm 1004, Bolesław can thiệp quân sự vào các xung đột triều đại của Séc. Sau khi lực lượng của Bolesław bị đánh bật ra khỏi Bohemia năm 1018, Bolesław được giữ lại Morava. Năm 1013, kết hôn giữa con trai Bolesław là Mieszko và Richeza của Lotharingia - cháu gái của Hoàng đế Otto III và là mẹ tương lai của Casimir I Người khôi phục đã được tiến hành. Các xung đột với nước Đức kết thúc năm 1018 với Hoà bình Bautzen với những điều khoản có lợi cho Bolesław. Trong bối cảnh của viễn chinh Kiev năm 1018, Bolesław đã tiếp quản phần phía tây của Red Ruthenia. Năm 1025, không lâu trước khi mất, Bolesław I cuối cùng đã thành công trong việc có được sự cho phép của giáo hoàng để được lên ngôi và trở thành vua Ba Lan đầu tiên.
Các chính sách bành trướng của Bolesław gây tốn kém cho nhà nước Ba Lan và không phải lúc nào cũng thành công. Chẳng hạn như việc ông mất đi vùng kinh tế quan trọng Hậu Pomerania vào năm 1005 cùng với giáo phận mới ở Kołobrzeg; khu vực trước đây bị chinh phục với nỗ lực rất lớn của Mieszko.